# San Juan de la Maguana
San Juan de la Maguana est une ville de République dominicaine et le chef-lieu de la province de San Juan.

## Personnalités
- Oscar Abreu (1978-), peintre et sculpteur né à San Juan de la Maguana.
- Sandy Alcántara (1995-), joueur de baseball né à San Juan de la Maguana.